# Reihersee (Alle)
Der Reihersee in Ostpreußen (russisch Правдинское водохранилище Prawdinskoje wodochranilischtsche, deutsch ‚Prawdinsker Stausee‘) ist ein Stausee der Alle in der Oblast Kaliningrad in Russland. Er erstreckt sich vom südlichen Stadtrand von Prawdinsk nach Süden bis zur polnischen Grenze bei Rjabinino.

## Geschichte
Der 30 km lange See wurde in den Jahren 1921–1923 als Stausee errichtet. Er speicherte die Wasserreserve für das Ostpreußenwerk nahe Friedland (Prawdinsk), das von 1924 bis 1945 das nördliche Ostpreußen mit elektrischem Strom versorgte. 1975 wurde das Wasserkraftwerk stillgelegt. Nach seiner Restaurierung ging es im Jahre 1999 wieder in Betrieb.